# Otrere
Otrere oder Otrera (altgriechisch Ὀτρήρη Otrḗrē) war in der griechischen Mythologie eine Königin der Amazonen.
Sie war die Geliebte des olympischen Kriegsgottes Ares und von diesem die Mutter der Penthesilea, vereinzelt wird als ihre Tochter auch Hippolyte genannt, die an anderer Stelle versehentlich durch Penthesilea getötet wurde. Gewöhnlich trat sie als alleinige Herrscherin der Amazonen auf, wird aber auch gemeinsam mit ihrer Tochter Antiope als Herrscherin eines Doppelkönigtums genannt.
Otrere galt als Erbauerin des Tempels der Artemis in Ephesos (beim heutigen Selçuk an der Südwestküste der Türkei), oder gemeinsam mit Antiope als Erbauerin eines Ares-Tempels, den sie errichteten, als sie in einen Krieg auszogen.